# Jaskinia z Potokiem
Jaskinia z Potokiem (Schronisko z Potokiem) – jaskinia na terenie Niecki Nidziańskiej. Ma dziewięć otworów wejściowych położonych w górnej części Doliny Skorocickiej (Niecka Solecka), na północny wschód od Skorocic, powyżej Jaskini Starej, na wysokościach 200, 202, 202,5, 203, 203,5 i 204,5 m n.p.m.. Długość jaskini wynosi 46 metrów, a jej deniwelacja 4,5 metrów.

Jaskinia znajduje się na terenie rezerwatu przyrody „Skorocice” i jest nieudostępniona turystycznie.

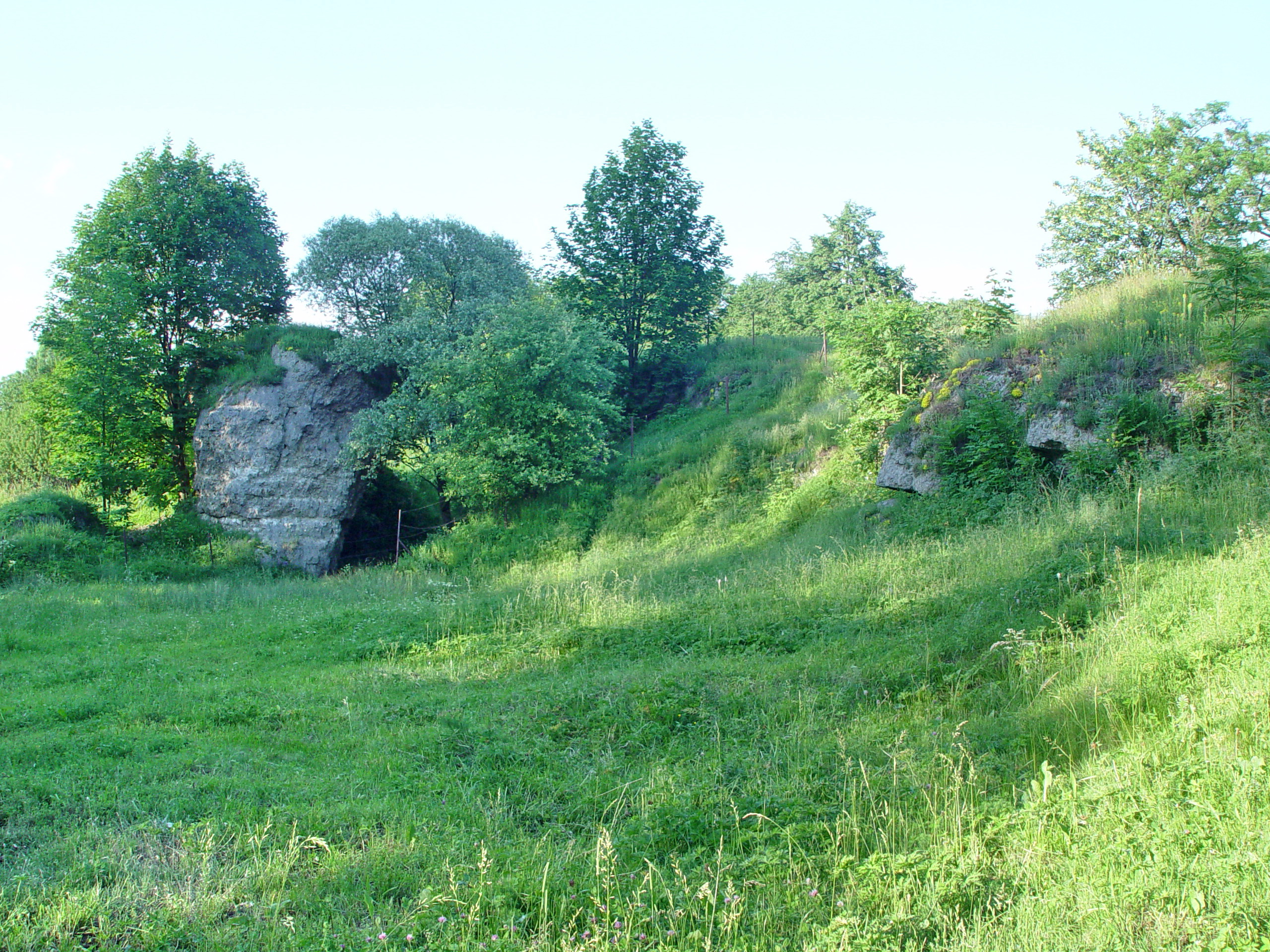
Rezerwat przyrody Skorocice

## Opis jaskini
Jaskinię stanowi kręty korytarz mający trzy poziomy. Do głównego (największego) otworu wejściowego wpływa Potok Skorocicki i płynie przez całą jaskinię najniższym poziomem. Na końcu jaskini (przy drugim głównym otworze) ginie w szczelinach nie do przejścia. aby ponownie pojawić się w położonej niżej Jaskini Starej. Górne poziomy jaskini są suche. Odchodzą od nich kominki i krótkie korytarzyki prowadzące do pozostałych, niewielkich otworów wejściowych.

## Przyroda
W jaskini brak jest nacieków i roślinności.

## Historia odkryć
Jaskinia była znana od dawna. Jej pierwszy opis i plan sporządził B. W. Wołoszyn w 1990 roku.